# David Leisure
David Leisure, född 16 november 1950 i San Diego, USA, är en amerikansk film- och tv-skådespelare. Leisure är främst känd för rollen som Charley Dietz i tv-serien Härlige Harry.

## Filmografi i urval
- 1980 - Titta vi flyger
- 1982 - Nu flyger vi ännu högre
- 1987 - Alf (TV-serie)
- 1987-1992 - Pantertanter (TV-serie)
- 1988 - Våra värsta år (TV-serie)
- 1988-1995 - Härlige Harry (TV-serie)
- 1994 - Mord, mina herrar (TV-serie)
- 1999 - 10 orsaker att hata dig
- 2002-2010 - General Hospital (TV-serie)
- 2003 - Sabrina - Tonårshäxan (TV-serie)
- 2009 - Makt och begär (TV-serie)
- 2009-2011 - Våra bästa år (TV-serie)
- 2013 - Dancing on a Dry Salt Lake
- 2015 - Meet My Valentine